# Асија Кази
Асија Кази (енгл. Aasiya Kazi; рођена 12. децембра 1991) је индијска глумица. У Србији, позната је као Санту из сапунице „Бандини“ и Ганга из „Мале невесте“.

## Филмографија
| Улоге Асија Кази |              |               |       |          |
| Година           | Српски назив | Изворни назив | Улога | Напомена |
| 2009–11          | Бандини      |               | Санту |          |
| 2014–16          | Мала невеста |               | Ганга |          |